# Олбани
Олбани (енгл. Albany) је главни град државе Њујорк у САД. По попису становништва из 2010. у њему је живело 97.856 становника. Олбани је окружно седиште округа Олбани.
Град Олбани лежи на 233 km северно и мало на исток од града Њујорка, и нешто јужно од ушћа река Мохок и Хадсон.

## Историја
Олбани је био друга насеобина у 13 првобитних америчких колонија, после Џејмстауна, Вирџинија. Његова колонијална историја је почела када је Енглез Хенри Хадсон, који је истраживао за Холандску источноиндијску компанију стигао у овај крај 1609. Године 1614, компанија је изградила Форт Насау, своју прву трговачку испоставу близу данашњег Олбанија. 1624. је у рејону изграђен Форт Оранџ, прва стална насеобина у колонији Нова Холандија. У околини је настало село Бевервик (Beverwyck), 1652. године. Када су земљу преузели Британци, 1664. име је промењено у Олбани, у част војводе од Јорка и Олбанија, који је касније постао Џејмс VII од Шкотске и Енглеске. Војвода од Олбанија је шкотска титула која се додељује од 1398, обично млађем сину шкотског краља. Име долази од речи Алба (Alba) - што значи Шкотска.
Олбани је добио градску повељу 1686.
Године 1754, представници седам британских северноамеричких колонија су се састали на Конгресу у Олбанију. Бенџамин Френклин из Пенсилваније је представио олбанијшки план уједињења, први формални предлог уједињења колонија.
Године 1797, престоница Њујорка је премештена из Кингстона у Олбани, око 50 mi (80 km) уз реку Хадсон.

## Географија
Олбани се налази на координатама 42°39'35" север, 73°46'53" запад. Олбани се налази на надморској висини од 115 m. Налази се на обали Хадсона.
Према пописном бироу САД, град има укупну површину од 56,6 км². Од тога 55,4 km² отпада на копно, а 1,2 km² су водене површине. Укупан удео водених површина је 2,15%.

## Демографија
Према попису становништва из 2010. у граду је живело 97.856 становника, што је 2.198 (2,3%) становника више него 2000. године.
|                   | 2010.           | 2000.           |
| Укупно            | 97 856 (100,0%) | 95 658 (100,0%) |
| Белци             | 52 857 (54,02%) | 58 459 (61,11%) |
| Афроамериканци    | 30 110 (30,77%) | 26 915 (28,14%) |
| Хиспаноамериканци | 8 396 (8,580%)  | 5 349 (5,592%)  |
| Азијати           | 4 890 (4,997%)  | 3 116 (3,257%)  |
| Остали            | 1 603 (1,638%)  | 1 819 (1,902%)  |

## Додатне информације о Олбанију
На јужном делу центра града се налази Емпајер стејт плаза. Ерастус Корнинг тауер је висок 589 стопа (180 m), и највиша је зграда у држави Њујорк, изван града Њујорка.
Неколико бродова Америчке морнарице су добили име по Олбанију.
Генерал Вилијем Александер је умро у овом граду 1783.
Познати индустријалац Ерастус Корнинг је био градоначелник од 1834. до 1837. Његов праунук, Ерастус Корнинг II, је био градоначелник Олбанија од 1942. до 1983, што је један од најдужих градоначелничких мандата у већим градовима САД.
Честер Артур, 21. амерички председник је сахрањен на гробљу у близини Олбанија.

## Партнерски градови
- Насау
- Најмеген
- Квебек
- Тула
- Верона
- Витербо
- Гент